# Mark Stryker
Mark Stryker (* um 1963 in Bloomington, Indiana) ist ein US-amerikanischer Jazzautor und Journalist.

## Leben und Wirken
Stryker stammt aus einer musikalisch interessierten Familie und lernte als Kind Klavierspiel. Sein Vater Sheldon Stryker (1924–2016) hatte eine große Jazz-Plattensammlung und war Soziologe an der Indiana University, ein Pionier der „Identitätstheorie“. Seine Eltern nahmen ihn als Kind zu einem Konzert von Stan Kenton mit; er interessierte sich schon früh für Musik, sowohl klassische Musik wie auch Jazz. Mit 13 Jahren bekam er ein Down-Beat-Abonnement geschenkt. Bereits während seiner Schulzeit begann er, über Jazzmusik zu schreiben; so interviewte er David Baker in seinem Fachbereich an der Indiana University in Bloomington. Außerdem arbeitete er mit dem späteren WBGO-Rundfunkmoderator Michael Bourne, der in den 1970er-Jahren eine regelmäßige Sendung bei WFIU in Bloomington hatte. Wiederum war Strykers Highschool-Lehrer ein Bekannter von Frankie Newtons Witwe in Boston, und er fing mit 15 Jahren an, sich mit Ethel Newton über ihren Mann und dessen Musik auszutauschen.
Stryker erwarb schließlich einen Bachelor in amerikanischer Geschichte an der University of Illinois sowie einen Master in Journalismus an der Indiana University bei Peter Jacobi. Nach seinem Studienabschluss lebte er mehrere Jahre in Champaign-Urbana, jobbte in einem Plattenladen und einer Buchhandlung; außerdem arbeitete er als Musiker, unter anderem beim John Garveys Russian Orchestra, einem Balalaika-Orchester. Der Musikwissenschaftler Larry Gushee empfahl ihm, für die Zeitschrift Percussive Notes zu arbeiten, und er schrieb 1987 den Nachruf auf Buddy Rich. Bald darauf entstand ein Beitrag für den Down Beat – „How to Be a House Musician“ (den er mit Kelly Sill und Joel Spencer geschrieben hatte, die als Rhythmusteam in den Clubs von Chicago arbeiteten).
Darauf begann sich Stryker hauptberuflich dem Journalismus zuzuwenden. Zunächst arbeitete er ab 1989 für die South Bend Tribune und ab 1993 für Dayton Daily News, bevor er zur Detroit Free Press kam, für die er von 1995 bis 2016 über Jazz, klassische Musik und bildende Kunst berichtete. Für seine Arbeit wurde Stryker mit zahlreichen nationalen Preisen ausgezeichnet; dazu gehören zwei ASCAP Deems Taylor Awards für seine Texte über den Bassisten Ron Carter und den Komponisten Elliott Carter sowie mehrere Preise für die Berichterstattung über das Detroit Institute of Arts und den Bankrott der Stadt Detroit. Sein Buch „Jazz from Detroit“ wurde 2019 im Verlag University of Michigan Press veröffentlicht; es wurde 2020 als Bestes Buch bei den JJA-Awards der Jazz Journalists Association ausgezeichnet. 2020 erschien sein Buch Destiny: 100 Years of Music, Magic, and Community at Orchestra Hall in Detroit. Ferner schrieb er die Liner Notes für die Archiv-Veröffentlichungen Once Upon a Time: The Lost 1965 New York Studio Sessions von Bob James und Understanding von Roy Brooks.